# Église Saint-Martin de Barrancoueu
L'église Saint-Martin de Barrancoueu est une église catholique du XIIe siècle située à Barrancoueu, dans le département français des Hautes-Pyrénées en France.

## Localisation
L'église Saint-Martin est située au centre du village. Les contraintes topographiques ont imposé la construction du clocher dans la pente.

## Historique
L'église date sans doute de l'époque romane, elle a été agrandie une première fois à la fin du XVIe siècle par la construction d'un bas-côté au nord vouté d'ogives. La clé de voûte porte la date de 1589, a cette même époque, le clocher-mur primitif a été remplacé par le clocher-tour actuel.

Au cours du XIXe siècle, l'église a été à nouveau agrandie. Un premier projet a été lancé par la municipalité en 1869 et confié a l'architecte Léon Verdier d'Arreau. Faute de financements, le projet fut finalement abandonné. Un second projet prévoit en  1877, la construction d'un bas-côté au sud, d'une nouvelle entrée et d'une tourelle d'escalier, desservant le clocher. Les travaux furent entièrement terminés en 1882.

Le cimetière primitif se trouvait de l'église qui a été remplacé en 1842 par le cimetière actuel qui se trouve au bout du village, avec son mur d'enceinte et son portail couvert d'un toit en pavillon.

## Architecture
L'église se divise en trois vaisseaux : une nef prolongée par une abside semi-circulaire et deux bas-côtés au nord et au sud. Elle a conservé de cette époque romane son chevet semi-circulaire et un tympan orné d'un chrisme (monogramme du Christ). Jusqu'au XIXe siècle, il surmontait la porte d'entrée à l'ouest.

Après les derniers travaux du XIXe siècle le mobilier de l'église a été en partie renouvelé. À l'intérieur, trois autels en marbre blanc de style gothique furent achetés par la commune en 1880 pour le maître autel et les chapelles latérales. Plus récemment en 1988 les vitraux ont été réalisés et l'un d'eux représente saint Martin patron de l'église.

## Galerie de photos

Sélection de vues diverses
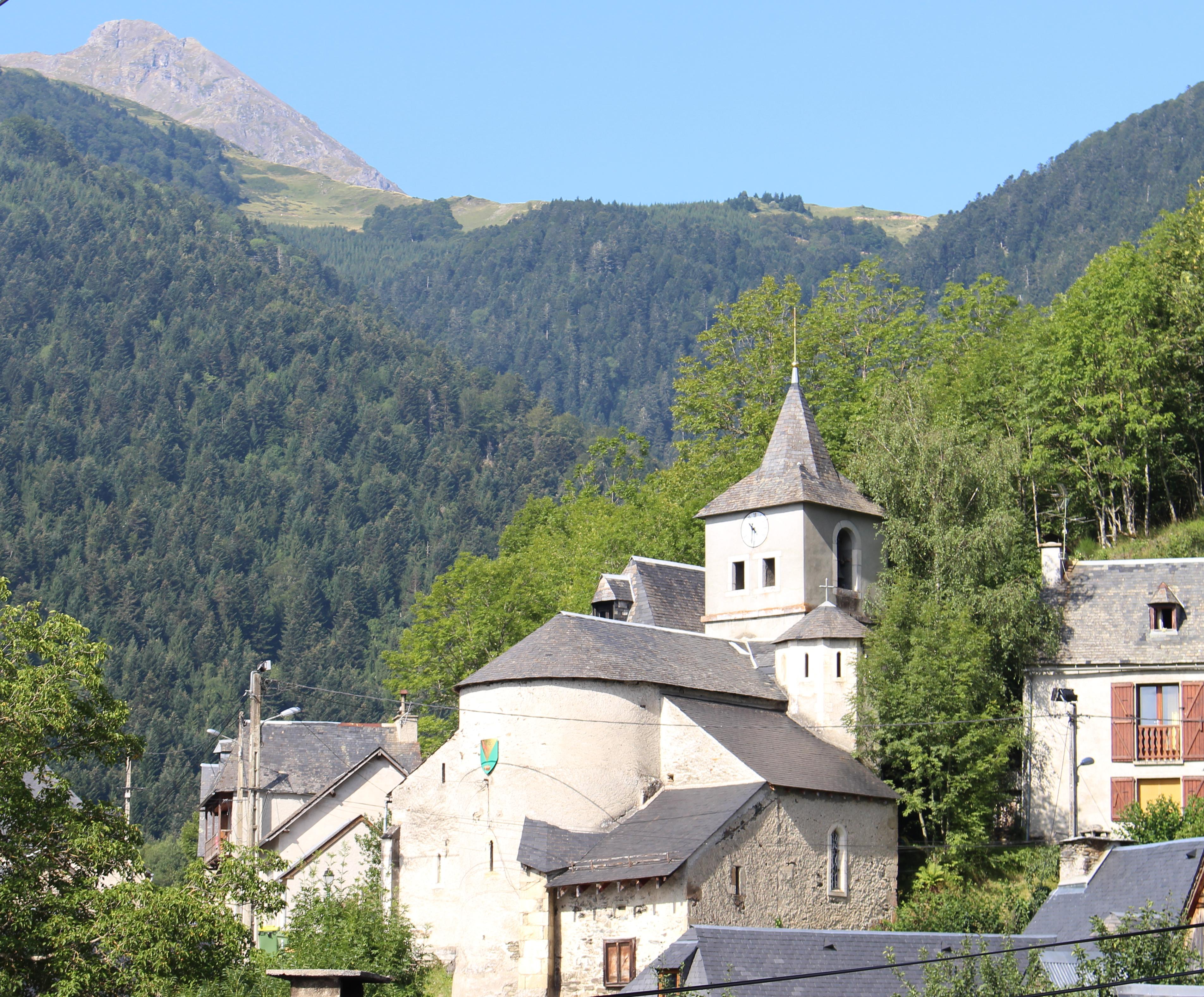
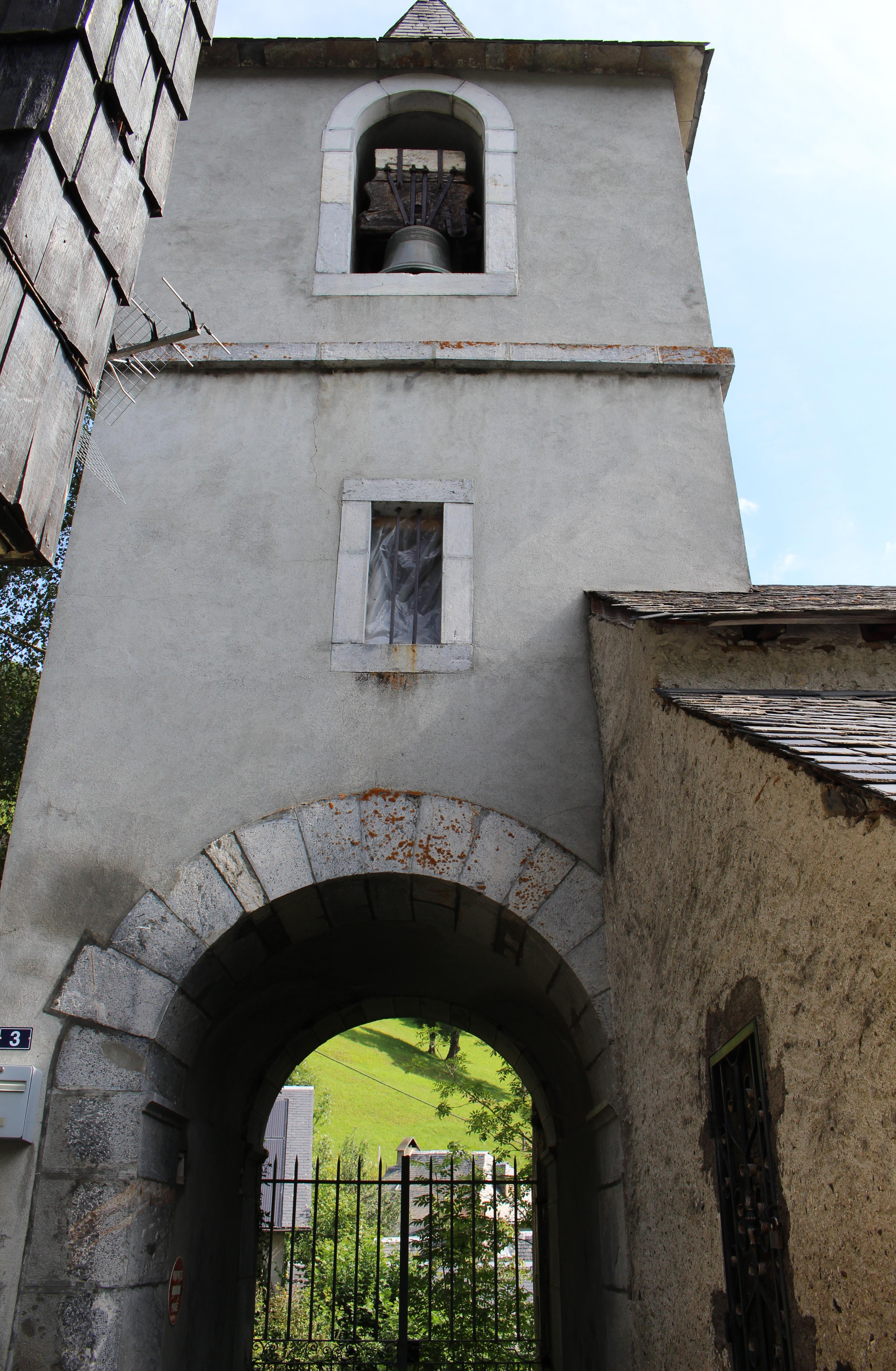
Campanile.
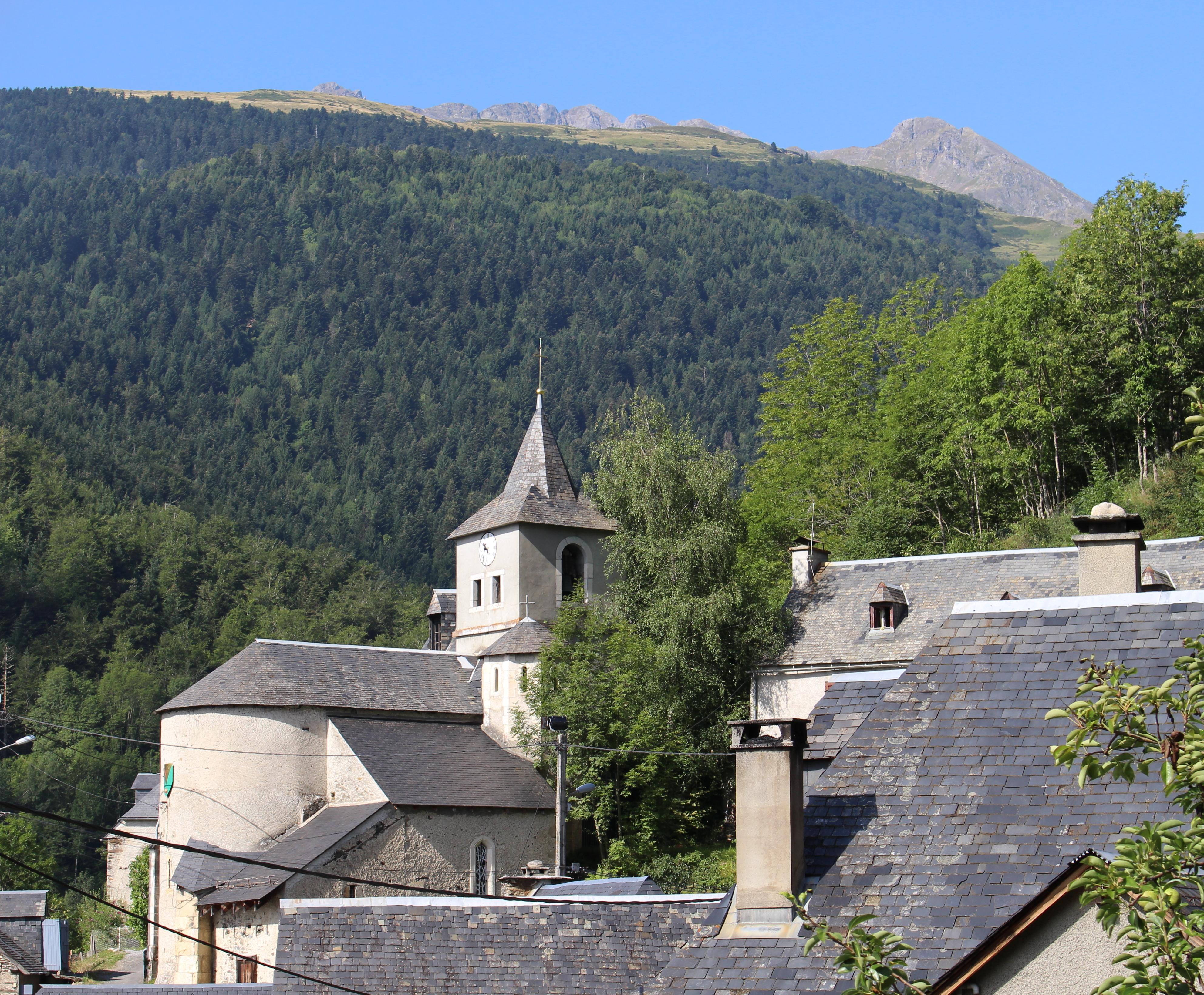
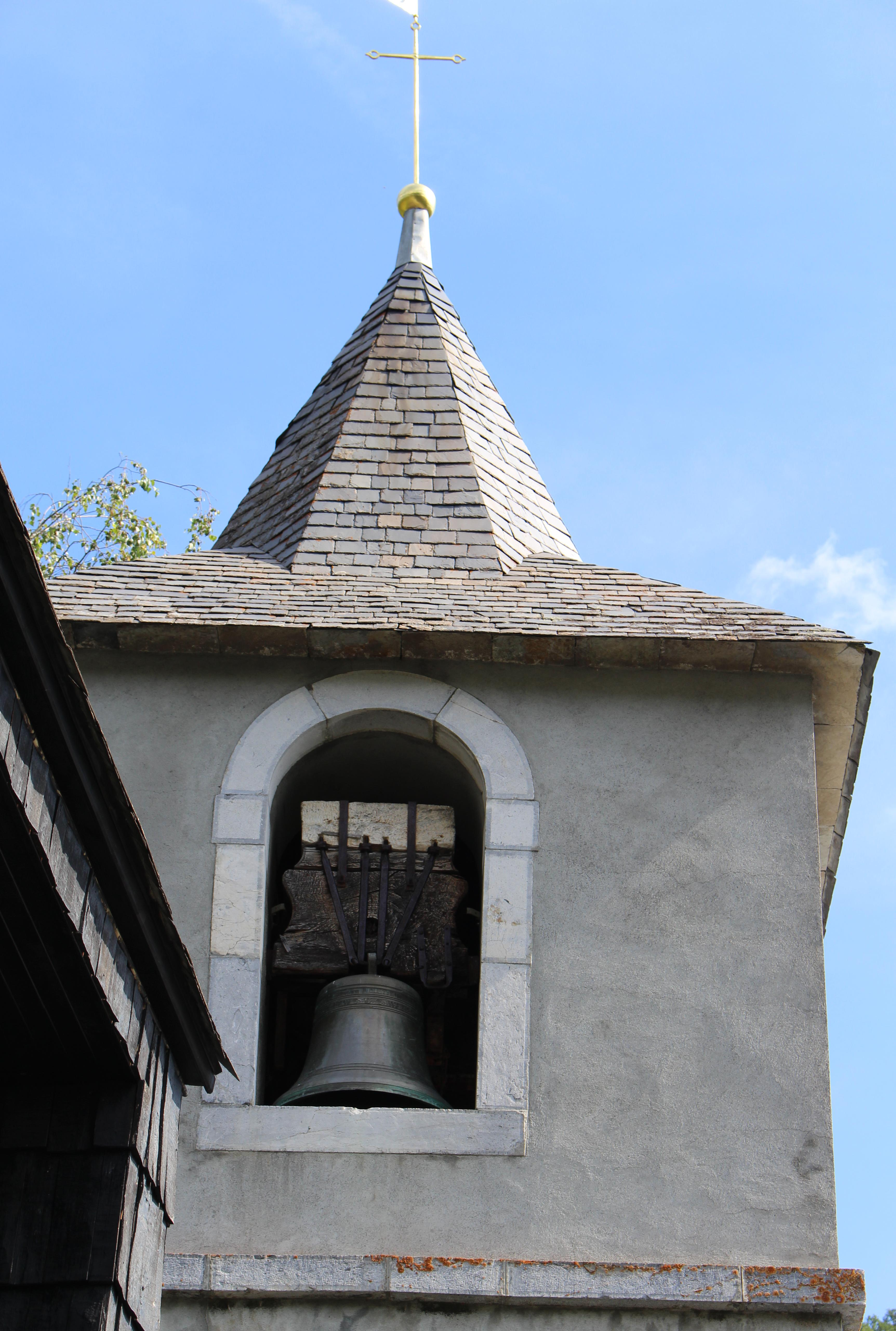
Cloche.